# Borderline Art Space
Borderline Art Space este o galerie de artă contemporană din Iași, România, deschisă de managerul cultural George Pleșu în data de 1 decembrie 2015, pe strada Belvedere nr. 18 (Copou). Din septembrie 2022, Borderline Art Space s-a mutat într-un spațiu mai generos, într-o clădire nouă din curtea interioară a Habitat Proiect (Carol I nr. 4). Galeria „promovează arta contemporană produsă în diverse situații sociale, politice și de graniță, și crează discurs critic despre problematici prezente și poetice. Borderline Art Space este interesată să expună atât artiști emergenți, cât și artiști cu o practică deja recunoscută și, în timp ce contribuie la dezvoltarea structurii instituționale artistice, își asumă, de asemenea, angajamentul pentru un rol educațional.”

## Expoziții[4]
Din decembrie 2015 și până în prezent, Borderline Art Space a organizat expoziții atât cu artiști români, cât și din străinătate.

### 2015
- Cătălin Rulea - Subtitled[5]

### 2016
- Andrei Venghiac Arhivat în 14 octombrie 2018, la Wayback Machine. - Persona. Performând un sine imperceptibil[6]
- Dan Acostioaei - Mai întâi ca farsă, apoi ca tragedie[7]
- Silvia Amancei, Bogdan Armanu - Arhitecturi clinice pentru un viitor compoziționist[8]
- Liliana Basarab - Talentul nu e democratic, arta nu e lux[9]
- Katy B. Plummer, Kuba Dorabialski - Momentul acela în care m-ai ținut de mână în incandescența unui oraș care arde[10]
- Expoziție de grup - New Media Art. Lucrări selectate de la universitățile de artă din București, Cluj și Iași[11]
- Andrei Nacu, Mihai Vereștiuc - Timelapse[12]
- Iosif Kiraly, Jeannette Unite - Paradoxul abundenței. Viața socială în fotografia contemporană din Africa de Sud și România[13]

### 2017
- Cătălin Rulea - Imaginarul colectiv ca rezultat al selecției naturale[14]
- Bergthor Morthens - Alterații/ Altercații[15]
- Lucian Brumă - Mărturii ale unei vieți netrăite[16]
- Lolo & Sosaku - Omul mulțime[17]
- Erminia Piu - Inversiuni insurmontabile[18]
- Ștefan Constantinescu - De cealaltă parte[19]
- Jeannette Unite - Măsurând modernitatea[20]
- Expoziție de grup - Despre cuvinte, apă și lucruri[21]

### 2018
- Iosif Kiraly, Dani Ghercă - Sinapse[22]
- Delia Andrieș - Respiră acest aer![23]
- Gregor Eldarb - Studii compozite[24]
- Expoziție de grup - Arheologie și postarhivă[25]
- Patricia Rodas, Dragoș Alexandrescu - Revolta freamătului. Anticipare, contemplare, stereotipuri desctructive[26]
- Expoziție de grup - Graduation Highlights 2018[27]
- Tatiana Fiodorova - Nu vă spun nimic interesant, toată lumea trăiește ca mine[28]
- Mircea But - Teritorii, memorii, zenituri[29]
- Cătălin Rulea - Video Content[30]
- Mihail Trifan - Staying Alive[31]
- Juliane Eirich - Momentul zero, Dale[32]

### 2019
- Expoziție de grup - Videonale în turneu[33]
- Silvia Hell - Forme eterice de scriere materială[34]
- Ciprian Ciuclea - Singularitatea aproximativă[35]
- Roxana Savin - Ficțiune și personajele vieții[36]
- Expoziție de grup - Graduation Highlights 2019[37]
- Ana Adam - Peste fire[38]
- Vusi Beauchamp - Paradyse of the Damned[39]
- Igor Grubić - O gramatică a rezistenței[40]
- Lucian Bran - Săgeată, floare, foc[41]
- Katrin Streicher - Tremur nocturn. Psihograme ale unui oraș [42]

### 2020
- Expoziție de grup - Dogman[43]
- Expoziție de grup - Graduation Highlights 2020[44]
- Pusha Petrov - Descoase[45]
- Dan Perjovschi și Monotremu - Școală-te![46]
- Sari Palosaari - Spații în aparență. Aruncarea simțurilor dincolo de cealaltă parte a lucrurilor[47]
- Avi Sooful - Peisaje Improbabile[48]

### 2021
- Miron Zownir - Romania Raw[49]
- Expoziție de grup - CoLaboratory[50]
- Cătălin Rulea - Prêt-à-lutter[51]
- Expoziție de grup - Graduation Highlights 2021[52]
- Lera Kelemen - Pielea vegetală. Crevasă[53]
- Dan Acostioaei - Aceasta nu este o expoziție[54]
- Expoziție de grup - Jurnalul de Virus[55]

### 2022
- Radu Carnariu - Egolutionary[56]
- Diana Drăghici - Intertemporalitate[57]
- Tudor Pătrașcu - Detalii comune | O expoziție în schimbare[58]
- Expoziție de grup - Graduation Highlights 2022[59]
- Mircea But - Night Mode[60]
- George Roșu - Un proiect pentru implementarea senzației că mai trebuie ceva[61]
- Juliane Eirich - Mega Images[62]

### 2023
- Lucian Brumă - Spune-mi ce vezi: metacolecții[63]
- Ciprian Tokar - Cutia neagră a crizei din Ucraina[64]
- Laura Partin - Creaturile pădurii[65]
- Gregor Eldarb - Turbulențe pe un canal[66]
- Expoziție de grup - Graduation Highlights 2023[67]
- Leonardo Silaghi - Fixație orală[68]
- Nicolae Romanițan - dezvrăjit[69]
- Stefan Panhans & Andrea Winkler - Anima Overdriiiiive[70]
- Matei Bejenaru - diapozitiv_02[71]